# Crystal (canción)
«Crystal» es el primer sencillo de la banda inglesa de rock alternativo New Order de su séptimo álbum Get Ready. La canción entró en las listas del Reino Unido en el número 8, atrayendo una considerable atención y elogios de la crítica como el sencillo de regreso de la banda, el primero desde 1993.
La publicación de Joe Tangari de Pitchfork Media, llama a la canción como "posiblemente uno de los mejores sencillos del New Order". Drowned in Sound lo calificó con un 9/10 y lo describió como "fantástica" y "el retorno de una banda que sabe que la industria de la música ha perdido". Stereogum colocó la canción en el número diez en la lista de sus diez mejores canciones de New Order.

## Lanzamiento
El cantante y guitarrista Bernard Sumner originalmente le dio la canción al sello discográfico alemán Mastermind for Success, y fue grabada por el artista del sello Corvin Dalek. Sin embargo, DJ Pete Tong escuchó la canción y declaró que era el mejor sencillo de New Order desde "Blue Monday", lo que lleva a Sumner a reconsiderar el regalo y hacer que New Order lo grabe y publique.
Una versión del sencillo también fue lanzado en Japón para promocionar el lanzamiento del DVD de New Order 316, y tiene una portada diferente que se parece al 316 de cubierta. Los lados B del sencillo eran 4 pistas de audio en vivo tomadas del DVD. El sencillo fue incluido en el lado B de una variedad de remixes, y una canción original titulada "Behind Closed Doors", que fue producida por Arthur Baker.
Todas las versiones cuentan con amplios coros del amanecer Zee, en su mayoría sin palabras. Zee ha seguido realizando con nuevo orden en todos sus sucesivos discos de estudio.

## Recepción
Stereogum coloca la canción en el número diez en la lista de sus diez mejores canciones de New Order.

## Popularidad
El video musical principal, ambientado en la versión del álbum, fue dirigido por Johan Renck, producido por Nicola Doring a través de la productora londinense Jane Fuller Associates y cinematográfico por Fredrik Callinggård. No cuenta con New Order; en cambio, representa a una banda más joven imitando la música y las palabras de New Order. Al final, un gran número de personas suben al escenario para sacarlos del escenario..
La banda de ficción se llama "The Killers (el nombre aparece en el bombo en el video). Este nombre más tarde inspiró una banda real del mismo nombre , quienes utilizaron una serie de elementos del diseño del set en el video de "Crystal" para su propio video "Somebody Told Me". En 2005, en Escocia, en el festival T in the Park, New Order realizó la canción con el cantante de The Killers, Brandon Flowers cantando las voces principales en una actuación domo invitados. También en 2013, Brandon Flowers se unió a New Order en Bogotá, Colombia, para interpretar esta canción. Cuando The Killers estaban en el escenario, Sumner se unió a ellos para tocar "Shadowplay", una canción de Joy Division versionada por The Killers. En marzo de 2016, en The Chelsea at The Cosmopolitan en Las Vegas, New Order interpretó "Crystal" con el líder de The Killers, Brandon Flowers, cantando la voz principal en una actuación como invitado.

## Lista de canciones
Todas las canciones escritas y compuestas por Gillian Gilbert, Peter Hook, Stephen Morris and Bernard Sumner; except where indicated. 
| CD #1: NUOCD8 (Reino Unido & Europa) |                                                                                       |          |  |
| N.º                                  | Título                                                                                | Duración |  |
| 1.                                   | «Crystal» (radio edit)                                                                | 4:19     |  |
| 2.                                   | «Behind Closed Doors»                                                                 | 5:24     |  |
| 3.                                   | «Crystal» (Digweed & Muir 'Bedrock' Mix Edit) (Remixed by John Digweed and Nick Muir) | 10:06    |  |

| CD #2: NUCDP8 (Reino Unido & Europa) |                                                                                         |          |  |
| N.º                                  | Título                                                                                  | Duración |  |
| 1.                                   | «Crystal» (Digweed & Muir 'Bedrock' Radio Edit) (Remixed by John Digweed and Nick Muir) | 4:16     |  |
| 2.                                   | «Crystal» (Lee Coombs Remix)                                                            | 8:44     |  |
| 3.                                   | «Crystal» (John Creamer & Stephane K Main Remix Edit)                                   | 6:39     |  |

| CD: WPCR-10985 (Japón) |                                                                       |                                              |          |  |
| N.º                    | Título                                                                | Escritor(es)                                 | Duración |  |
| 1.                     | «Crystal»                                                             |                                              | 4:22     |  |
| 2.                     | «True Faith» (En vivo desde Reading Festival en 30 de agosto de 1998) | Gilbert, Stephen Hague, Hook, Morris, Sumner | 5:40     |  |
| 3.                     | «Temptation» (En vivo desde Reading Festival en 30 de agosto de 1998) |                                              | 7:27     |  |
| 4.                     | «Atmosphere» (En vivo desde Reading Festival en 30 de agosto de 1998) | Ian Curtis, Hook, Morris, Sumner             | 4:17     |  |
| 5.                     | «Isolation» (En vivo desde Reading Festival en 30 de agosto de 1998)  | Curtis, Hook, Morris, Sumner                 | 3:01     |  |

| CD: 9 42397-2 (Estados Unidos) |                                                  |          |  |
| N.º                            | Título                                           | Duración |  |
| 1.                             | «Crystal» (radio edit)                           | 4:19     |  |
| 2.                             | «Crystal» (Digweed & Muir Bedrock Radio Edit)    | 4:16     |  |
| 3.                             | «Crystal» (Digweed & Muir Bedrock Mix)           | 12:52    |  |
| 4.                             | «Crystal» (Digweed & Muir Bedrock Dub)           | 10:33    |  |
| 5.                             | «Crystal» (Lee Coombs Remix)                     | 8:44     |  |
| 6.                             | «Crystal» (Lee Coombs Dub)                       | 7:04     |  |
| 7.                             | «Crystal» (John Creamer & Stephane K Main Remix) | 3:22     |  |
| 8.                             | «Crystal» (Creamer K Main Mix)                   | 11:25    |  |
| 9.                             | «Behind Closed Doors»                            | 5:24     |  |

| DVD: NUDVD8 (Reino Unido & Europa) |                                                                                 |                                      |          |  |
| N.º                                | Título                                                                          | Escritor(es)                         | Duración |  |
| 1.                                 | «Crystal» (Video)                                                               |                                      | 5:19     |  |
| 2.                                 | «Behind Closed Doors» (Audio)                                                   |                                      | 5:24     |  |
| 3.                                 | «Temptation» (Video, filmado en 2002 desde Commonwealth Games - Manchester bid) |                                      | 0:30     |  |
| 4.                                 | «Isolation» (Video, filmado desde Reading Festival en 30 de agosto de 1998)     | Curtis, Hook, Morris, Sumner         | 0:30     |  |
| 5.                                 | «True Faith» (Video, filmado desde Reading Festival en 30 de agosto de 1998)    | Gilbert, Hague, Hook, Morris, Sumner | 0:30     |  |

## Posicionamiento en listas
| Lista (2001)                                | Máxima posición |
| ------------------------------------------- | --------------- |
| Alemania (Offizielle Deutsche Charts)       | 39              |
| Australia (ARIA Singles Chart)              | 53              |
| Bélgica (Valonia) (Ultratip Bubbling Under) | 15              |
| Canadá (Nielsen Soundscan)                  | 3               |
| Estados Unidos (Hot Dance Club Songs)       | 1               |
| Estados Unidos (Dance Singles Sales)        | 3               |
| Finlandia (OFC)                             | 7               |
| Irlanda (IRMA)                              | 24              |
| Italia (FIMI)                               | 50              |
| Reino Unido (UK Singles Chart)              | 8               |
| Suecia (Sverigetopplistan)                  | 30              |
| Suiza (Schweizer Hitparade)                 | 83              |